# Tarik al-Haszimi
Tarik al-Haszimi (ara.طارق الهاشمي, Ṭāriḳ al-Hāšimī, ur. 1942 w Bagdadzie) – iracki polityk sunnicki, wiceprezydent Iraku od 22 kwietnia 2006 do 10 września 2012. 9 września 2012 skazany zaocznie na karę śmierci pod zarzutem zabójstwa.

## Życiorys
Tarik al-Haszimi urodził się w 1942 w Bagdadzie. W latach 1959–1962 uczęszczał do Akademii Wojskowej. Brał udział w licznych szkoleniach w Anglii, Czechach i Indiach. W 1975 zrezygnował ze służby wojskowej.
W 1969 ukończył studia licencjackie z dziedziny ekonomii na Uniwersytecie Al-Mustansirijja w Bagdadzie. W 1978 uzyskał tytuł magistra na tej uczelni. W latach 1979–1981 był menedżerem irackiej filii firmy Arab Shipping Co.(ASC). Następnie wyjechał do Kuwejtu, gdzie został mianowany dyrektorem generalnym spółki ASC. W Kuwejcie przebywał do 1990, wracając do Iraku po inwazji tego kraju na Kuwejt.
Po powrocie do Iraku wstąpił w szeregi Irackiej Partii Islamskiej. Po obaleniu Saddama Husajna i powołaniu nowej administracji, 22 kwietnia 2006 został mianowany drugim wiceprezydentem Iraku. 31 maja 2011 objął stanowisko pierwszego wiceprezydenta. W kwietniu 2006 stracił brata oraz siostrę w wyniku dwóch oddzielnych ataków terrorystycznych w Bagdadzie. Należał do konserwatywnego odłamu partii, domagającej natychmiastowego opuszczenia Iraku przez wojska amerykańskie.
19 grudnia 2011, dzień po opuszczeniu Iraku przez amerykańskie wojska, zdominowany przez szyitów rząd premiera Nuriego al-Malikiego, wydał wobec niego nakaz aresztowania, oskarżając go o współudział w zabójstwach. Prokuratorzy zarzucali mu powiązania z zabójstwami 150 osób w okresie po obaleniu Saddama Husajna. W chwili wydania nakazu, udał się na terytorium autonomicznego Kurdystanu, a następnie wyjechał do Kataru, chroniąc się ostatecznie w Turcji, której władze odmówiły jego wydania.
Jego proces rozpoczął się w Bagdadzie w maju 2012. 9 września 2012 został wraz z zięciem skazany zaocznie na karę śmierci przez powieszenie pod zarzutem zabójstwa dwóch osób, prawniczki oraz oficera służb bezpieczeństwa. Pozostałe zarzuty przeciwko niemu zostały oddalone. Świadkami w procesie byli m.in. jego osobiści ochroniarze. Haszimi nie uznał wyroku sądu, uznając go za motywowany politycznie, oskarżając przy tym rząd o marginalizowanie społeczności sunnickiej. Był jednym z najwyżej postawionych sunnitów w administracji irackiej po 2003. Jego proces doprowadził do kryzysu w rządzącej państwem koalicji złożonej z przedstawicieli szyitów, sunnitów i Kurdów.